# Balada del bombardino
Balada del Bombardino es el cuarto álbum del arpista Hugo Blanco, grabado en 1962 para el Palacio de la Música. En esta producción salen celebrados éxitos de la época y exitosas creaciones como: Infinito y versiones particulares como Ritmo Africano de Bert Kaempfert, Limbo de Billy Strange, La Cinta Verde de Eber Lobato y Julio Pollero, entre otras.
En esta grabación, también se ejecuta el arpa con un sistema electrónico, en algunas piezas en ritmo orquídea.

## Pistas
| Nº  | Canción                                                | Duración |
| --- | ------------------------------------------------------ | -------- |
| 1.  | "Balada del Bombardino" Hugo Blanco                    |          |
| 2.  | "Limbo" Billy Strange                                  |          |
| 3.  | "Un Caballo Negro" Hugo Blanco                         |          |
| 4.  | "La Cinta Verde" Eber Lobato; Julio Pollero            |          |
| 5.  | "La Piñata" Hugo Blanco                                |          |
| 6.  | "El Barrilito" Vasek Zemar; Jaromir Vejvoda; Lew Brown |          |
| 7.  | "Ritmo Africano" Bert Kaempfert                        |          |
| 8.  | "Camino al Cielo" Luis Arismendi                       |          |
| 9.  | "Infinito" Hugo Blanco                                 |          |
| 10. | "Melancólico" Hugo Blanco                              |          |
| 11. | "Selección Oriental" Arr: Hugo Blanco                  |          |